# Yasuke
Yasuke (grafado como 弥助 ou 弥介, 彌助 ou 彌介 em diferentes fontes) era um Koshō de origem africana que serviu sob o daimyō japonês Oda Nobunaga do período Sengoku. Yasuke chegou ao Japão em 1579 a serviço do missionário jesuíta italiano Alessandro Valignano, Visitante de Missões nas Índias. Yasuke esteve presente durante o Incidente de Honnō-ji, o suicídio forçado em 21 de junho de 1582, de Oda Nobunaga nas mãos de seu general samurai Akechi Mitsuhide. Pensa-se que Yasuke tenha sido o primeiro africano que Nobunaga viu, mas ele foi um dos muitos africanos que vieram com os portugueses para o Japão durante o Período Nanban.
Pouco se sabe sobre sua vida, e a principal fonte da sua existência na história do Japão foi escrita pelo missionário jesuíta Luís Fróis e brevemente numa carta do Padre Lourenço Mexias para Pero da Fonsecca em 8 de outubro de 1581.
Em todas as cartas, os Jesuítas sempre o mencionam como "o cafre" e não como "o escravo" ou "o criado", e nunca é dado um nome próprio nem apelido; e termo esse genérico commumente utilizado até o Século XVIII para designar alguém com pele escura oriundo da Africa austral subsariana (bantu).

## Biografia
De acordo com a Histoire Ecclesiastique Des Isles Et Royaumes Du Japon, escrito por François Solier da Sociedade de Jesus em 1627, Yasuke era valet nativo de  Moçambique.  Solier escreveu sobre Yasuke muitos anos após os acontecimentos, fazendo uma recolha de historias da época que ouvia do meio religioso e Jesuíta sobre essas viagens, por isso esse detalhe sobre sua origem pode ser baseada em suposições daquilo que ele ouviu e leu dos relatos da época , visto que não há sobreviventes ou outras referências que comprovam a 100% que ele era de Moçambique. Embora não haja evidência, é teorizado que tenha vindo de Portugal, Angola ou Etiópia, mas tal é difícil de se concluir pois Yasuke começa a ser mencionado e sem nome nessa viagem apenas quando chega no Japão junto dos Jesuítas, e chamou a atenção do povo local pela sua pele, o que suscitou as menções iniciais dele nas cartas. Até então ele nunca foi mencionado. A única certeza possível e indicativa é o constante uso do termo "cafre" que era usado na época pelos Portugueses para se referir a povos bantu daquela região subsariana onde o Reino de Portugal tinham entrepostos pelas costas e relações comerciais com vários povos e Reinos da região.
Em 2013, uma investigação levada a cabo pela Light Entertainment Television Program para um programa de televisão Descoberta dos Mistérios do Mundo (世界ふしぎ発見) sugeriu que Yasuke era um macua chamado Yasufe. Este nome parece derivar do nome mais popular moçambicano, Issufo.  No entanto, embora esta tenha sido uma grande investigação jornalística, o programa apresenta poucas provas conclusivas, e os Makua não tiveram qualquer contacto significativo com os portugueses residentes na Ilha de Moçambique até 1585 Ele pode, no entanto, ter sido um membro dos WaYao, que estavam começar a contactar com os portugueses, podendo explicar o seu nome, 'Yao' adicionado ao comum Japonês masculino sufixo de nome de 'suke'. Outra teoria afirma que Yasuke era um Abexim da Etiópia. Yasufe também foi usado como sobrenome na Etiópia. Também é possível que Yasuke tenha sido um dinca do Sudão do Sul. Ele era famoso por sua altura e tonalidade de pele. As pessoas dinca estão entre as mais altas da África e têm uma tonalidade de pele mais escura do que etíopes, eritreus e somalis. Se assim for, Yasuke teria sido escravizado em sua infância. Homens adultos dos Dincas desenhavam padrões em seus rostos, mas nenhum relato de seu padrão de rosto foi registrado. Contudo, isso são apenas meras especulações.

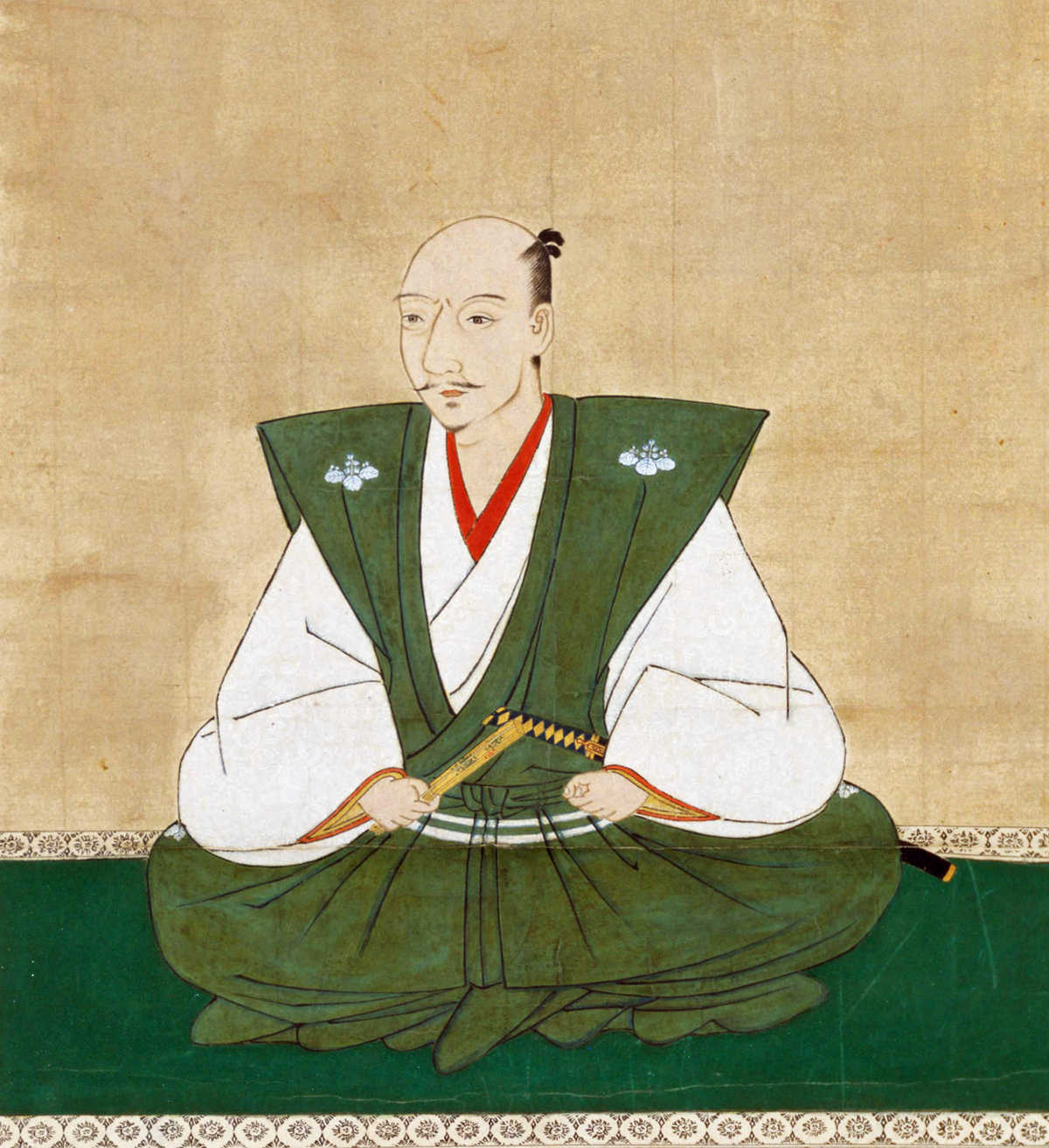
Oda Nobunaga

Yasuke chegou ao Japão em 1579 como o valet do Jesuíta italiano Alessandro Valignano, que tinha sido nomeado o Visitante (inspector) das missões Jesuíticas nas Índias, o que significa a África Oriental; Sul e Leste da Ásia. Ele acompanhou Valignano quando este veio para a capital em Março de 1581 e causou alguma agitação. Num evento, várias pessoas foram esmagadas até a morte, enquanto tentavam ver Yasuke, tendo os Jesuítas temido que a sua igreja fosse afectada, mas logo conseguiram evitar o desastre. Oda ouviu barulho vindo do templo, onde ele estava hospedado, e expressou o desejo em vê-lo. Suspeitando de que a cor de pele negra era pintada com tinta, Oda o fez esfregar-se e lavar-se da cintura para cima. Estes eventos foram registrados em 1581 por carta do Jesuíta Luís Fróis para Lorenço Mexia em 1582 Relatório Anual da Missão Jesuíta no Japão, também por Fróis. Estes foram publicados em "Cartas que os padres e irmãos da Companhia de Jesus escreveram dos Reinos de Japão e China II", normalmente conhecidas apenas como 'Cartas', em 1598. Convencido de que Yasuke era de facto negro, Oda sentiu muita curiosidade e admiração por ele e, em algum ponto, embora quando não seja claro, foi dado ou permitido entrar ao serviço de Oda (de acordo com os japoneses, é indicado que Yasuke se apresentou a ele, apesar de os europeus não o mencionarem).

O "Senhor Nobunaga Chronicle" (信長公記, Shinchōkōki), descreve o encontro: 
"No dia 23 do 2º mês [Março 23, 1581] ( equivalente a 27 de Março do Calendario Juliano ), um Monge Preto (黒坊主, "kuro-bōzu") veio dos países cristãos. Aparentava ter vinte e seis ou vinte e sete anos. Preto em todo o corpo, como um boi, este homem parecia robusto e tinha um bom comportamento. Além do mais, a sua formidável força superava a de dez homens. Os padres trouxeram-no para prestar os seus respeitos a Nobunaga. Na verdade, foi devido ao poder e à glória de Nobunaga que tesouros ainda inéditos dos Três Países e curiosidades deste tipo passaram a ser aqui vistos vezes sem conta, uma bênção, de facto."
Matsudaira Ietada, descreveu-o como uma pessoa de 6 shaku 2  (188 cm.). Se assim for, a sua alta estatura era muito imponente para os Japoneses daquele tempo, mesmo para um homem alto como Oda. Matsudaira afirmou que lhe foi assim dado o nome de Yasuke :
O senhor (Nobunaga) levou consigo um homem negro, que recebeu provisões de Nobunaga e foi apresentado pelos missionários. O seu corpo era como tinta preta, medindo seis shaku e dois bu (aproximadamente um metro e oitenta), e o seu nome era Yasuke.
Yasuke falava a língua japonesa, ainda que pouco, talvez devido aos esforços de Alessandro Valignano para garantir que os seus missionários se adaptassem melhor à cultura local, e cumprissem com vocações de espalhar o cristianismo. Não obstante a isso, Oda Nobunaga gostava de falar com Yasuke (não há nenhuma indicação de que Oda falasse português e nada indica que Yasuke tenha sido capaz de comunicar em chinês clássico, a língua franca oriental da época). Ele parece ter-se tornado próximo do Oda Nobunaga, muito por conta de ser a primeira vez que via alguém de pele tão escura, mas também por ele ter "boa manha" de acordo com o relato de Lourenço Mexia, o que poderia explicar o rápido interesse do Daimyo e a satisfação de sua companhia:
Levou o padre um cafre, o qual porque nunca foi visto no Miáco, fez pasmar a todos, era gente que o vinha ver que não tinha conto, & mesmo Nobunaga pasmou de o ver nem se podia persuadir que naturalmente era negro, mas que era artificio de tinta, & assim se fartava de o ver muitas vezes, & falar com ele, porque sabia mediocremente a língua do Japão,& tinha muitas forças, & algumas manhas boas, de que ele muito gostava, agora o favorece tanto que o mandou por toda a cidade com um homem seu muito privado para que todos soubessem que ele o amava: dizem que o fará Tòno.
Yasuke também é brevemente mencionado no protótipo de Shinchōkōki propriedade Sonkeikaku Bunko (尊経閣文庫), os arquivos do Clã Maeda. De acordo com o acima mencionado, foi concedida uma residência própria a Yasuke, assim como o cerimonial da katana por Oda Nobunaga. Oda atribui-lhe também direito e dever de porte de arma.

Em junho de 1582, Oda Nobunaga foi atacado e forçado ao seppuku em Honnō-ji em Quioto pelo exército de Akechi Mitsuhide. Não se sabe se Yasuke também estava lá no momento e se lutou contra as forças de Akechi. A única menção dele naquele evento é de Luís Fróis que diz que após a morte de Oda, "o cafre" (Yasuke) juntou-se ao filho e herdeiro de Oda Nobunaga, Oda Nobutada, em sua casa, e que o principe tentava impor as forças de Oda no castelo Nijō; e que Yasuke esteve ali "lutando por um grande pedaço" ( por muito tempo ), mas que entregou uma catana a um criado de Akechi após o mesmo o pedir que o fizesse sem qualquer receio. Um outro criado de Akechi pergunta ao seu senhor o que fazer com ele ( Yasuke ), e este responde que "o cafre" não sabia nada, era uma besta, não era Japonês, que não o matassem e para que fosse entregue aos Padres da India ou nanban-dera, ou nanban-ji (南蛮寺, literalmente, o Templo dos Bárbaros do Sul, forma como os Japoneses se referiam à igreja jesuíta). 
"Temíamos mais porque hum cafre que o padre Visitador { Alessandro Valignano } deixou a Nobunaga pelo desejar, depois de Nobunaga ser morto se foi a casa do príncipe,& ali esteve pelejando {lutar}um grande pedaço. Um criado de Aquechí se chegou a ele, & lhe pediu a cataná, quee não tivesse medo ele a entregou, & o outro foi perguntar a Aquechi, que faria do cafre, respondeu: esse cafre é bestial, que não sabia nada, nem é japonês, não o matem, la o depositem na igreja dos padres da India"
Diz-se que a razão pela qual Akechi falava deste modo de Yasuke era a forma de, fazendo ter pena dele, justificando de forma clara a razão para não matá-lo. Uma vez que, os negros não eram discriminados no Japão, mas na verdade admirados, tendo inclusive Buda sido frequentemente retratado como negro em templos japoneses. No entanto, talvez Akechi também não quisesse ofender os Jesuítas, necessitando de todos os amigos que pudesse  ter neste momento de turbulência política. 

Todavia, durante os eventos em que Oda Nobunaga foi traído e obrigado a cometer suicídio, Luís Fróis previamente descreve nessa mesma carta antes de mencionar o Yasuke, que: vários soldados, fidalgos nobres e criados de Nobunaga foram mortos e decapitados pelas ruas da cidade, e que o príncipe ( filho de Nobunaga ) havia lutado de maneira varonil e esforçadamente, mas após varias feridas de espingardas e flechadas, morreu queimado. 
Todavia o príncipe pelejou mui varonil, & esforçadamente,& recebeu muita copia de feridas, espingardas,& flechadas, finalmente prevalecendo a multidão da gente de Aquechí, entraram,& pousaram fogo, e morrerão queimados muitos entre os quais mais soldados, & fidalgos nobres, morreu também queimado o príncipe.

Os Soldados de Aquechi como eram tantos andavam pelas ruas,& casas desencovando os criados de Nobunaga,& os fidalgos, & Tonos nobres para lhes cortarem as cabeças,& lhes irem apresentar. Estava ja feito hum grande monte delas diante do mesmo Aquechí: os corpos ficavam pelas ruas, toda a gente popular,& cidadãos do Miáco estavam esperando o fim.
Se Yasuke é mencionado ter ido para a casa do filho de Oda Nobunaga e por lá lutou, e os relatos da morte do mesmo filho de Nobunaga envolve uma longa luta e posterior execução de soldados, vassalos nobres e até criados excepto os civis da cidade, parece se tratar do mesmo evento pois detalhes e o momento coincidem. E que deve ter sido a partir desse evento que Yasuke foi capturado pelos homens de Akechi onde teve um tratamento misericordioso e diferente comparado com os demais soldados, servos e nobres leais a Nobunaga e seus filhos, antes de ser levado aos missionários Jesuítas. Não há mais nenhuma informação escrita sobre Yasuke após este episódio, embora Frois, na sua "História do Japão", faça menção a um negro africano artilheiro ao serviço de Arima Harunobu, em 1584, logo após a temporada passada por Yasuke com Oda Nobunaga.  É altamente provável que seja um outro homem, pois existiam, por essa altura, inúmeros africanos ao serviço dos empregadores japoneses e europeus, assim como trabalhadores independentes do Japão.

## Obras de arte que possivelmente descrevem Yasuke
Não há um retrato confirmado de Yasuke desenhado por um contemporâneo. Kanō Eitoku era um distinto pintor patrocinado por Oda Nobunaga e teve uma audiência com Oda quando Yasuke o serviu. A escola Kanō era famosa por seus Nanban byōbu, e há pelo menos um byōbu representando um homem negro bem vestido que poderia ser Yasuke.  Uma caixa de tinta feita pelo artista Rinpa em 1590 pertencente ao Museu do Caramulo retrata um homem negro que usa roupas de alta classe que não parece mais subordinada aos portugueses. É possível que esse homem seja Yasuke em trajes portugueses.
Sumō yūrakuzu byōbu, desenhado em 1605 por um artista anônimo retrata um homem negro lutando sumô com um homem japonês na presença de samurais nobres. Este samurai é dito ser Oda Nobunaga ou Toyotomi Hideyoshi. Oda foi famoso pelo seu gosto pelo sumo e manteve muitos jogos oficiais. Este byōbu é de propriedade do Sakai City Museum.
Uma pintura pintada por Kanō Naizen, um pintor ativo no mesmo período, retrata escravos de pele escura segurando sombrinhas sobre os europeus.

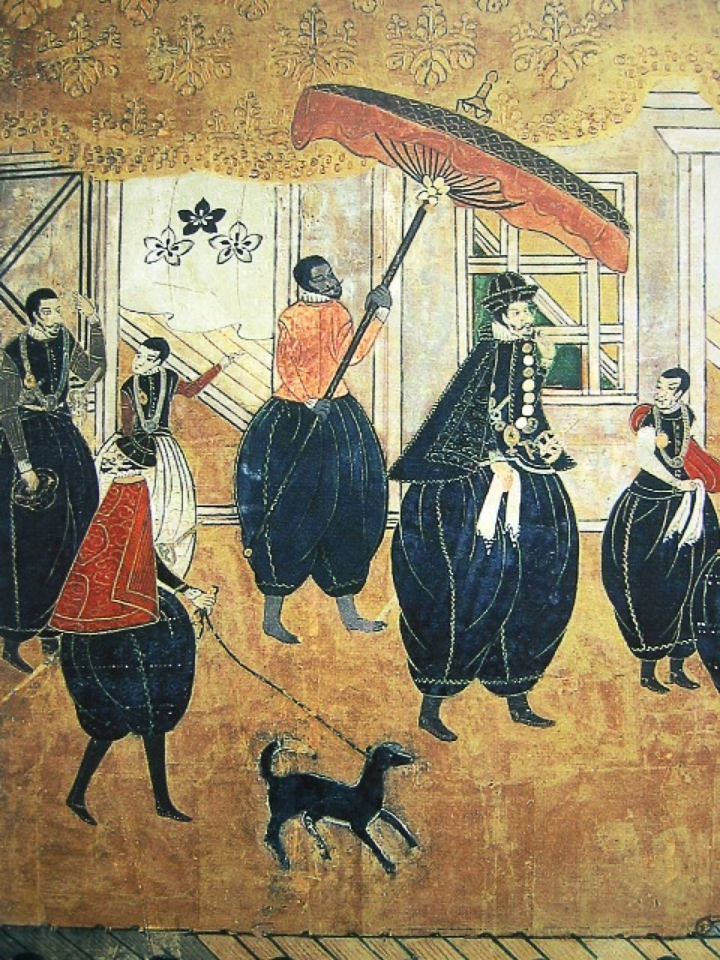
Pintura japonesa que descreve um grupo de portugueses estrangeiros no Japão no período Nanban, entre os quais está um servo negro.
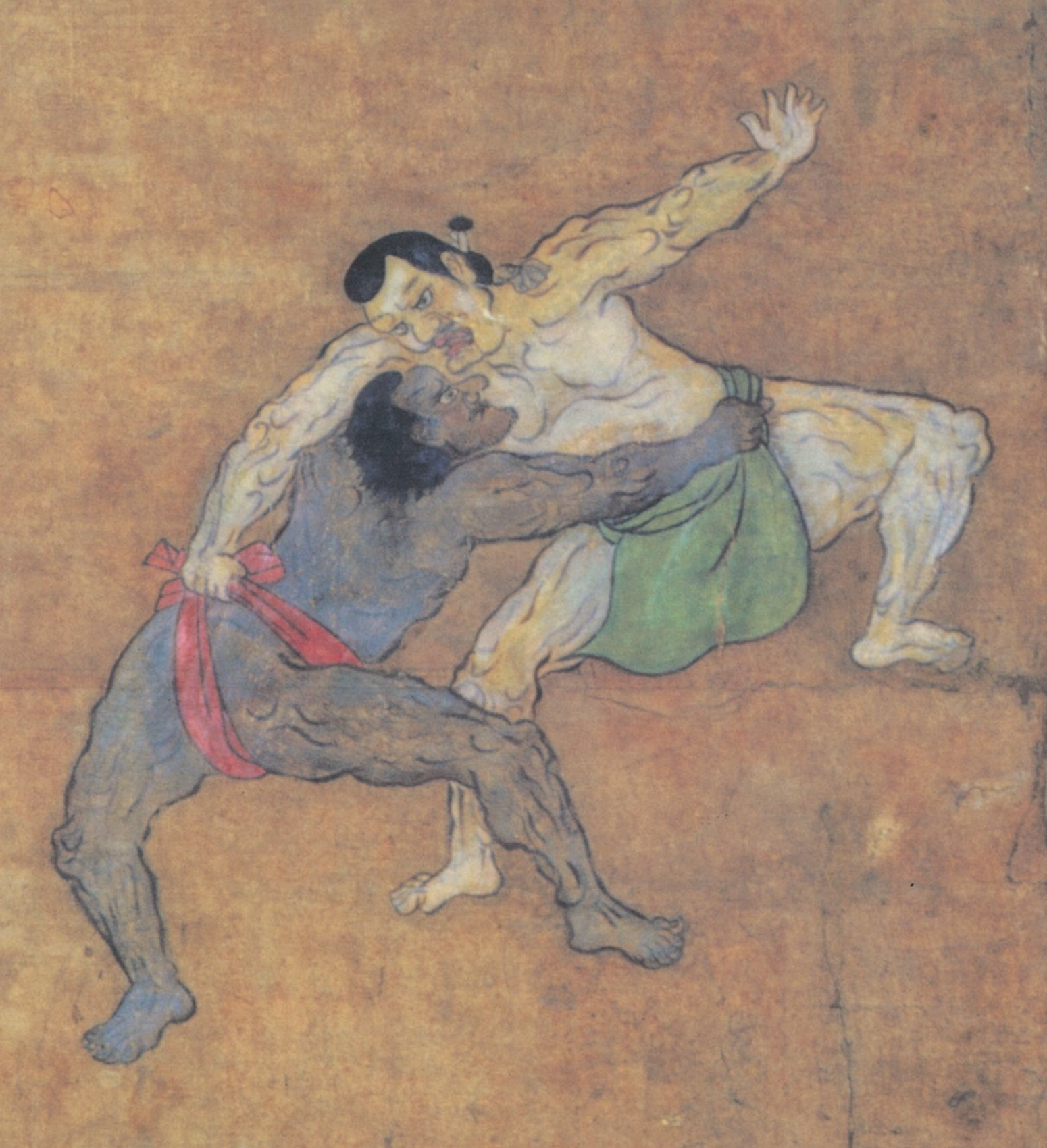
Detalhe de Sumō yūrakuzu byōbu. Lutador de sumô negro e seu oponente;
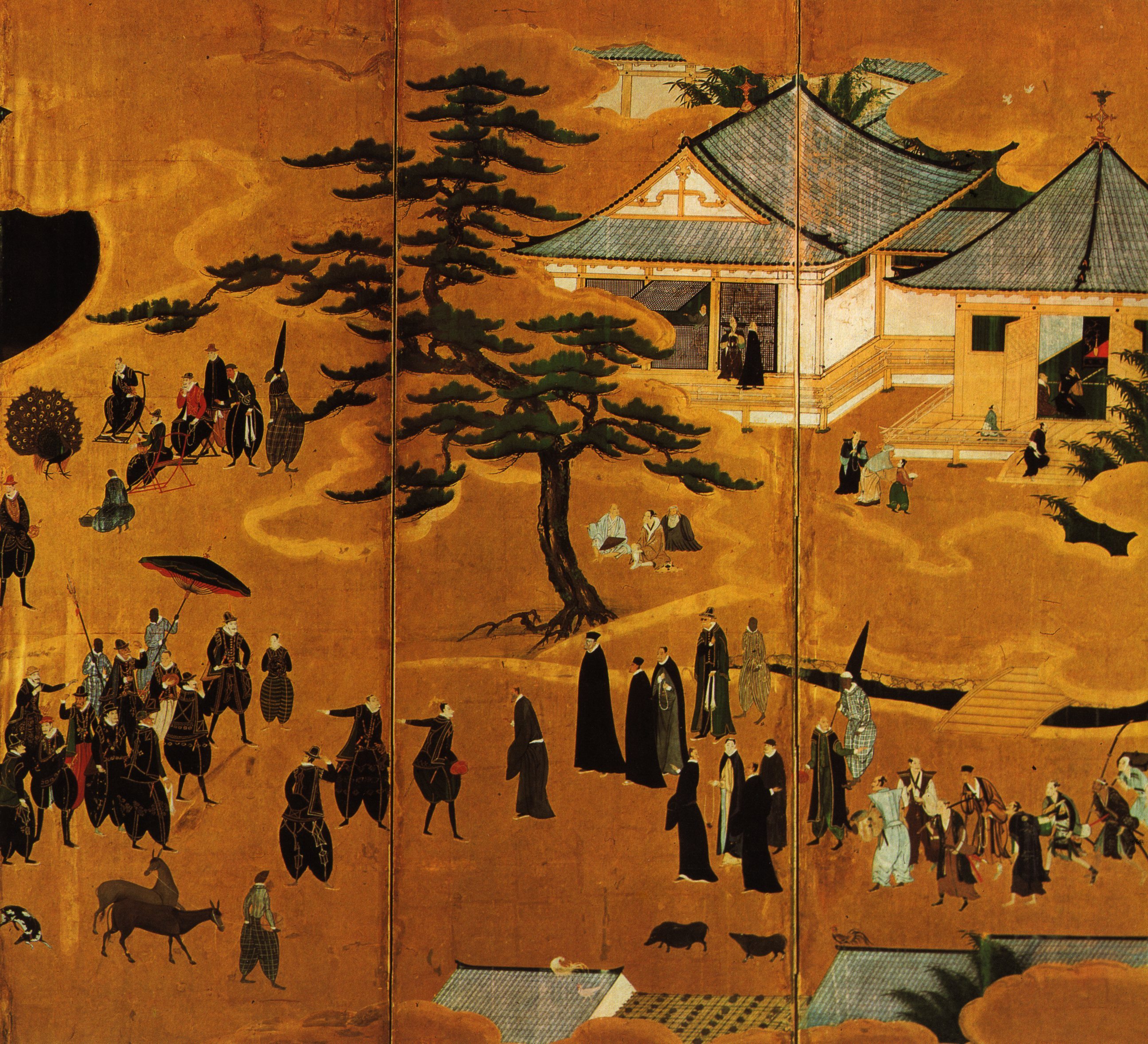
Nanban byōbu (pintado por Kano Naizen), Europeus e seus escravos africanos

## Cultura popular
- Yasuke é o protagonista do romance histórico para crianças Kuro-suke (く ろ 助?), escrito por Yoshio Kurusu[13] e ilustrado por Genjirou Minoda e publicado em 1943. Esse romance apresenta versão fictícia da história de Yasuke e seu relacionamento com Oda Nobunaga.[28] Apareceu também em vários filmes e programa de televisão sobre Oda.[29]
- O samurai Genbei "Jaguar" Yagyu, um dos protagonistas do vídeo game Neo Contra é inspirado em Yasuke.
- Yasuke serve também como inspiração criativa no lançamento, em Moçambique, da 5ª Geração da Mitsubishi L200, sendo referenciado como "Samurai Africano", tendo sido lançado em novembro de 2016 um modelo exclusivo com o nome L200 YASUKE em sua homenagem. Além disso, segundo a imprensa moçambicana, Yasuke serve também de inspiração para o novo livro a ser desenvolvido pelo escritor moçambicano Calane da Silva.
- Matine João, jovem conceituado artista moçambicano, pintou em aguarela sobre papel gravuras sobre a vida de Yasuke, tendo estas sido doadas ao acervo do Museu de História Natural de Maputo com o apoio do Grupo João Ferreira dos Santos num série de acções que promovem o resgate do Samurai Africano.
- Existem alguns países que revindicam a sua origem, tais como a República do Congo e Moçambique, tendo o Ministro da Cultura deste país, Silva Dunduro, assim como o escritor Calane da Silva, dito que "Yasuke é provalmente o primeiro herói conhecido do território moçambicano".
- Yasuke é um personagem de destaque no jogo NiohNioh da Koei Tecmo .
- No mangá Hyouge Mono (2005-2017) de Yoshihiro Yamada, publicado na revista seinen Weekly Morning, Yasuke testemunha o assassinato de Oda Nobunaga.
- Em 2015, é lançado o livro Yasuke de Frédéric Marais conta a história de um jovem escravo que não tem nome. Escapando de sua aldeia aos pés do Kilimanjaro, ele embarca como marinheiro em um navio, atravessa os mares até o Japão onde vive aventuras.
- Em outubro de 2016, durante o desfile da marca Lab Fantasma durante a São Paulo Fashion Week, o rapper Emicida se inspirou em Yasuke na coleção[30] e na trilha sonora, a canção "Yasuke (Bendito, Louvado Seja)" só seria lançada como single em fevereiro de 2017.[31]
- Em março de 2017, foi anunciado que a Lionsgate Films e Michael De Luca produziriam um filme baseado em Yasuke escrito por Gregory Widen,[32] em maio de 2019, o ator Chadwick Boseman foi escalado para estrelar o filme.[33]  No dia 28 de agosto de 2020, foi noticiada a morte de Chadwick Boseman aos 43 anos. A causa da morte foi um câncer colorretal, diagnosticado em 2016.[34] Em setembro de 2021, o site oficial da Picturestart afirmava que o filme estava "em desenvolvimento". [35]
- Em setembro de 2018, a Netflix e o estúdio japonês MAPPA anunciaram uma série animada de Yasuke, dirigida por LeSean Thomas,[36] a série foi lançada em 2021.[37]
- Em março de 2021, a brasileira Skript Editora lançou uma campanha de financiamento coletivo para a graphic novel Yasuke, o samurai africano de Isaac Santos no site Catarse,[38]  o álbum foi lançado em 2023.[39]
- Ainda em 2021, foi lançada a graphic novel  Kurusan, le samouraï noir  deThierry Gloris e Emiliano Zarcone que traça a vida de Yasuke, um escravo que conseguiu entrar na corte de Oda Nobunaga.
- No video jogo Samurai Warriors 5 de 2021 da Koei Tecmo, inclui Yasuke como personagem jogável, dublado por Paddy Ryan.[40]
- Em 2022, a Netflix anunciou uma série live-action estrelar por Omar Sy.[41]
- Em fevereiro de 2023, no carnaval da cidade de São Paulo, a escola de samba Mocidade Alegre apresentou um enredo sobre Yasuke, o que lhe rendeu o primeiro lugar na competição.[42]
- Em fevereiro de 2024, a Editora Kulera de Moçambique lança Crónicas de Yasuke: Antologia de narrativas sobre o primeiro samurai negro. [43]
- Em abril de 2024, um novo roteiro de um filme longa-metragem intitulado Black Samurai, escrito por Blitz Bazawule, foi adquirido pela Warner Bros.[44]
- Em 15 de maio de 2024, a Ubisoft anunciou que um Yasuke ficcional seria o personagem principal do próximo videogame Assassin's Creed Shadows.[45] Isso causou polémica com alguns fãs reclamando que ele não era um samurai de verdade, ou criticando a Ubisoft por criar um jogo baseado no Japão sem que o personagem principal fosse japonês.[46] Em janeiro de 2025, a Ubsoft alterou  descreve o personagem como um "Ikki Tousen" (uma espécie de guerreiro com a força de 1000 guerreiros) na página do Steam japonês.[47]